# Edmond (Oklahoma)
Edmond è una città degli Stati Uniti d'America, nella contea di Oklahoma, in Oklahoma; è parte dell'Area metropolitana di Oklahoma City.
La popolazione ammontava a 93 127 persone al censimento del 2018; questo ne fa la quinta città più popolata dell'Oklahoma.
Edmond confina a sud con Oklahoma City, e due sono le strade principali che la collegano al suo centro: la U.S. Route 77 (Broadway Extension), che si snoda attraverso il centro della città, e la Interstate 35, che costeggia la zona est. Il trasporto pubblico è svolto dalla Citylink Edmond bus service.